# Ordinul Eroul Poporului

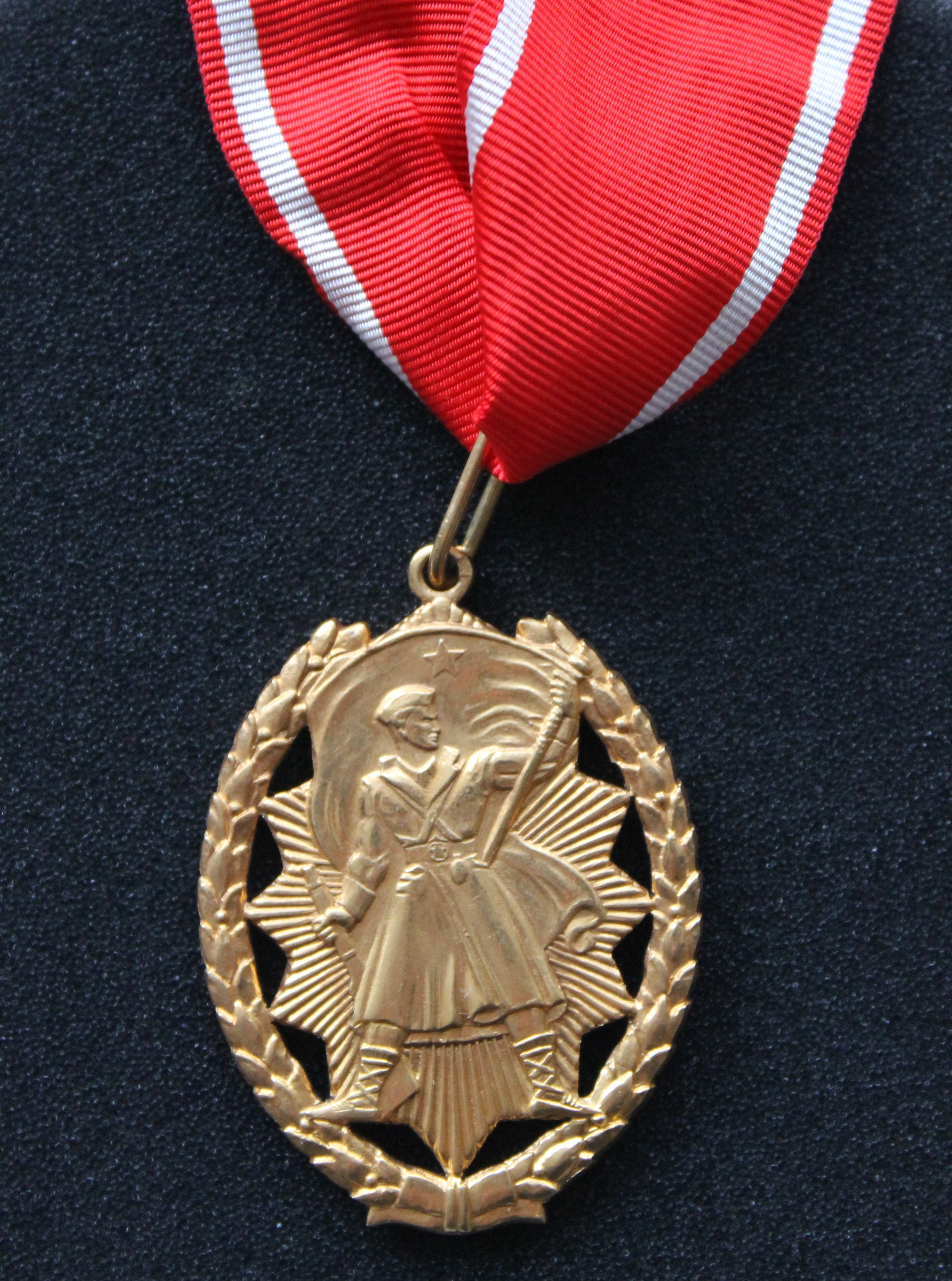
Ordinul Eroul Poporului

Ordinul Eroul Poporului (în sârbocroată Orden narodnog heroja; în chirilică:Oрден народног хероја; în slovenă Red narodnega heroja; în macedoneană Oрден на народен херој) a fost o medalie iugoslavă de vitejie, a doua mare decorație în armată și a treia în clasamentul general al decorațiilor iugoslave. A fost acordat persoanelor fizice, unităților militare, organizațiilor politice și altora care s-au distins prin faptele lor foarte curajoase în timpul războiului și pe timp de pace. Beneficiarii au fost cunoscuți ulterior ca Eroii Poporului Iugoslaviei. Cei mai multi decorați au fost partizanii pentru luptele din al Doilea Război Mondial. Un total de 1322 decorații au fost acordate în Iugoslavia și 22 au fost acordate străinilor.
După destrămarea Iugoslaviei, Ordinul Eroul Poporului a fost acordat în Serbia și Muntenegru.